# Бет Моран
Бет Моран (на английски: Beth Moran) е английска писателка на произведения в жанра любовен роман, чиклит и комедия.

## Биография и творчество
Бет Моран е родена в Англия. Отраства в малък град в Нотингамшър. След дипломирането си работи като биохимик в областта на изследванията на рака, а после комбинира отглеждането на децата си с преподаване на предродилни практики.
Първият ѝ роман „Защото ме обичаше“ е издаден през 2014 г. Израсналата Марион се отправя към Англия, за да научи за миналото на починалия си баща. Във ваканционен парк в Шеруудската гора се среща със Скарлет Оберман и дъщеря ѝ, които я приемат в своя дом. Животът ѝ се развива щастливо, докато сенките на миналото те се появяват.
През 2022 г. е издаден романът ѝ „Сняг се сипе“. В историята, синоптичката Беа Армстронг е в края на дългогодишна връзка. За Коледа отива в Шеруудската гора в старата им семейна къща. Срещата с родителите ѝ я потиска, а там ще е и непоносимият Хенри Феърфакс, за когото искат да я сватосат. В последния момент там тя получава предложение за интервю за мечтана работа в Шотландия, а единствен, който може да я закара там е именно Хенри. В кошмарното пътуване през снежна виелица те се опознават, а когато се появява и бившият приятел ѝ приятел, тя е изправена пред избор.
Авторката обича да пише съвременна женска литература, чието действие се развива във и около Шеруудската гора, като вмъква много забавни ситуации и романтика.
Бет Моран живее със семейството си край Шеруудската гора в Нотингам.

## Произведения

### Самостоятелни романи
- Because You Loved Me (2014) – издаден и като „Making Marion„[1][2][3]

- I Hope You Dance (2015)
- The Name I Call Myself (2016)
- Christmas Every Day (2019)
- A Day That Changed Everything (2020)
- Take a Chance on Me (2021)
- We Belong Together (2021)
- Just The Way You Are (2022)
- Let It Snow (2022)
Сняг се сипе, изд.: ИК „Прозорец“, София (2023), прев. Ивана Попстоянова
- Always On My Mind (2023)
- We Are Family (2023)
- Take Me Home (2023)
- Lean On Me (2024)